# Nổ bom tại Thanh Hải 2009
Các quả bom tự chế đã phát nổ tại Thanh Hải làm hư hại hai xe công an vào Thứ Hai, 9 tháng 3, 2009, trong khu vực đông đảo người Tây Tạng sinh sống ở vùng Tây Trung Quốc, dù rằng chính quyền Bắc Kinh đã ra lệnh tăng cường các biện pháp an ninh và phong tỏa nhiều vùng trước ngày lễ kỷ niệm hai cuộc nổi dậy của người dân Tây Tạng.

## Bối cảnh
Trong những tuần lễ trước đó, Trung Quốc đã tăng cường lực lượng công an và quân đội ở trong khu vực có đông người Tây Tạng sinh sống, rộng khoảng một phần tư lãnh thổ Trung Quốc kéo dài từ Tây Tạng cho đến khu vực Thanh Hải, Tứ Xuyên và Cam Túc. Các đoàn xe quân sự, gồm cả thiết vận xa, và các nút chặn với bao cát che chở đã khiến vùng này trở thành một khu vực quân sự khổng lồ.

## Chi tiết
Vào lúc 2 giờ sáng, 9 tháng 3, các quả bom loại nhỏ đã làm hư đèn hiệu và mái của xe tuần tiễu công an cũng như xe chữa lửa ở tỉnh Thanh Hải. Không có ai bị thiệt mạng và cũng không ai nhận trách nhiệm. Tân Hoa Xã, nói các quả bom này "được chế tạo đơn giản" và vụ nổ xảy ra ít giờ sau khi có đụng độ giữa dân chúng địa phương tại một nhà máy gỗ và công an.

## An ninh
Công an Trung Quốc đã gia tăng tuần tiễu bên ngoài các chùa chiền Tây Tạng và tăng cường sự khám xét ở các nút chặn, theo lời giới chức trách cũng như các nhóm tranh đấu. Chính quyền cũng đã mở rộng khu vực bị cấm lui tới, nay ngăn cấm không cho người ngoại quốc đến thành phố Khang Định.
Sự tăng cường an ninh này nhằm mục đích ngăn chặn ngừa bạo động vào dịp kỷ niệm hôm Thứ Ba ngày 10 tháng 3, liên quan đến cuộc nổi dậy 50 năm trước đây để chống lại sự cai trị của Trung Quốc ở Tây Tạng, với kết cục là đức Đạt Lai Lạt Ma phải lưu vong ra ngoại quốc, cũng như cuộc biểu tình phản kháng hồi năm 2008 được coi là rộng lớn nhất và mạnh mẽ nhất ở Tây Tạng từ nhiều thập niên nay.
Chủ tịch nhà nước Trung Quốc, Hồ Cẩm Đào, nói Tây Tạng nói chung vẫn ổn định và kêu gọi các giới chức đặc trách khu vực Tây Tạng hãy có biện pháp để ngăn chặn khuynh hướng ly khai. "Chúng ta nên xây một bức tường vững chắc để chống lại bọn ly khai, giữ vững tinh thần đoàn kết của tổ quốc và đưa Tây Tạng trở thành nơi ổn định lâu dài."